# Sarreguemines
 Sarreguemines  (en alemán Saargemünd) es una población y comuna francesa, en la región de Lorena, departamento de Mosela. Es la subprefectura del distrito de su nombre y el chef-lieu de dos cantones: cantón de Sarreguemines y cantón de Sarreguemines-Campagne. Sin embargo la comuna no está incluida en este último cantón.

## Demografía
| 2 402                     | 2 529 | 2 972 | 3 608 | ABS. | 4 113 | 4 243 | ABS. | ABS. | ABS. | 6 075 | 6 802 | 6 863 | 8 466 | 9 573 | 10 719 | 13 076 | 13 888 | 14 685 | 14 919 | 14 253 | 14 197 | 13 812 | 14 371 | 16 001 | 13 375 | 14 947 | 17 866 | 24 284 | 25 684 | 24 763 | 23 117 | 23 202 | 21 835 |
| (Fuente: INSEE y Cassini) |       |       |       |      |       |       |      |      |      |       |       |       |       |       |        |        |        |        |        |        |        |        |        |        |        |        |        |        |        |        |        |        |        |